# Список послов СССР и России на Филиппинах
В статье представлен список послов  СССР и России в Республике Филиппины.

## Хронология дипломатических отношений
- 2 июня 1976 г. — дипломатические отношения установлены на уровне посольств.

## Список послов
| Срок полномочий                    | Посол                           | Годы жизни | Вручение верительных грамот |
| ---------------------------------- | ------------------------------- | ---------- | --------------------------- |
| СССР                               |                                 |            |                             |
| 22 октября 1977 — 21 июля 1981     | Валериан Владимирович Михайлов  | 1926—2018  | 5 января 1978               |
| 21 июля 1981 — 23 декабря 1985     | Юрий Алексеевич Шолмов          | 1927—2007  | 29 сентября 1981            |
| 23 декабря 1985 — 12 ноября 1987   | Вадим Иванович Шабалин          | 1931—      |                             |
| 12 ноября 1987 — 30 октября 1990   | Олег Михайлович Соколов         | 1937—2016  |                             |
| 6 декабря 1990 — 25 декабря 1991   | Виталий Борисович Кучук         | 1933—2009  |                             |
| Российская Федерация               |                                 |            |                             |
| 25 декабря 1991 — 13 февраля 1996  | Виталий Борисович Кучук         | 1933—2009  |                             |
| 13 февраля 1996 — 16 июля 2002     | Анатолий Иванович Хмельницкий   | 1936—2024  |                             |
| 16 июля 2002 — 8 января 2007       | Анатолий Владимирович Небогатов | 1947—      |                             |
| 8 января 2007 — 27 августа 2010    | Виталий Яковлевич Воробьёв      | 1944—2017  |                             |
| 27 августа 2010 — 2 марта 2015     | Николай Ришатович Кудашев       | 1958—      |                             |
| 2 марта 2015 — 19 сентября 2020    | Игорь Анатольевич Ховаев        | 1962—      |                             |
| 21 сентября 2020 — настоящее время | Марат Игнатьевич Павлов         | 1955—      | 2 декабря 2020              |